# Jacques Heers

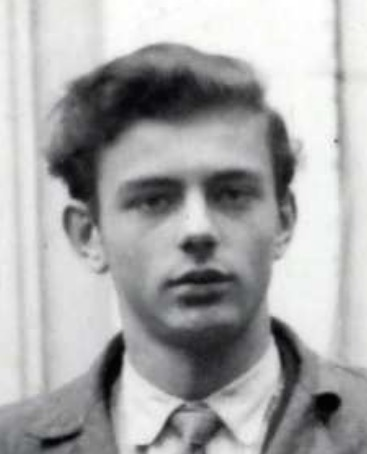
Jacques Heers (1942)

Jacques Heers (* 6. Juli 1924 in Paris; † 10. Januar 2013 in Angers) war ein französischer Historiker, dessen Spezialgebiet das Mittelalter ist. Er lehrte vor allem an der Universität Paris-Nanterre und war Direktor für Mediävistik an der Universität Paris IV. Obwohl Schüler von Fernand Braudel, gehörte er keiner Schule an.

## Leben
Jacques Heers besuchte die Schule in La Ferté-Bernard im Département Sarthe und wurde 1945 zunächst Grundschullehrer. Von dort erwarb er seine Licence in Geschichte an der Sorbonne und qualifizierte sich nacheinander 1948 und 1949 als Gymnasiallehrer (CAPES) und als Agrégé in Geschichte. Zwischen 1949 und 1951 war er Gymnasiallehrer. Ab 1951 gehört er dem Centre national de la recherche scientifique (CNRS) an, wo er auf Fernand Braudel stieß. Auf dessen Veranlassung bereitete er sein staatliches Doktorat in Italien mit einer Arbeit über die Geschichte Genuas im 15. Jahrhundert vor und wurde 1958 an der Sorbonne mit „Gênes au XVe siècle: activités économiques et société“ (Genua im 15. Jahrhundert: wirtschaftliche Tätigkeiten und Gesellschaft) promoviert. Nach seiner Rückkehr aus Italien wurde er Assistent bei Georges Duby in Aix-en-Provence. 1957 wurde er auf einen Lehrstuhl an der Universität in Algier berufen und lehrte dort bis 1962, danach in Caen, Rouen, an der Universität Paris-Nanterre und an der Sorbonne.

## Forschung
In seiner Forschung widmete er sich folgenden Themen:
- Die Stadt in den letzten Jahrhunderten des Mittelalters: In einem Teil seiner Arbeiten bemüht er sich um den Nachweis, dass es keine Begründung für die historische Tradition gibt, in der europäischen Geschichte zwischen Mittelalter und Renaissance zu trennen. Eine derartige kategoriale periodische Abgrenzung verbirgt seiner Meinung nach einerseits den tatsächlichen Abschluss einer Kontinuitätslinie, wie sie andererseits offensichtliche geographische Unterschiede unberücksichtigt lässt.[3]
- Der Handel im Mittelalter im 15. und 16. Jahrhundert: Seine Doktorarbeit zielt darauf ab, zu beweisen, dass der Gewürzhandel im Mittelmeerraum von den Historikern überschätzt wurde. Seinen Forschungen nach nahm der Handel mit Getreide, Salz und anderen Produkten bezüglich des Umfanges und des Tauschwertes einen wichtigeren Platz ein.  Fernand Braudel, der hingegen den Wert des Gewürzhandels in den Vordergrund stellte, anerkannte den wissenschaftlichen Wert der Arbeiten Jacques Heers’.
- Der arabische Beitrag bei der Wiederentdeckung des griechischen Denkens in Europa: Nach Jacques Heers wird der Beitrag der Araber zur Wiederentdeckung des Werks von Aristoteles im Abendland bei weitem überschätzt. Er geht vielmehr davon aus, dass die Weitergabe des griechischen Denkens, besonders der Logik, eine ununterbrochene Aufgabe der Domschulen war, die dann von den ersten Universitäten fortgesetzt wurde. Damals habe man sich lateinischer Übersetzungen der ursprünglich griechischen Texte bedient, die von Geistlichen und Gelehrten in Konstantinopel aufmerksam aufbewahrt und in aller Breite weitergegeben wurden. Die Übersetzungen aus dem Griechischen ins Arabische und vom Arabischen ins Lateinische, die in der Regel Avicenna und Averroes zugeschrieben werden, seien vergleichsweise spät erschienen, während im Okzident längst diese Grundlagen gelehrt wurden und seit mehr als einem Jahrhundert die direkt von Aristoteles inspirierte Logik als eine der Sieben Freien Künste im Universitätslehrplan anerkannt war.[4]
- 2006 erregte Jacques Heers Aufsehen mit seinem Buch „L’histoire assassinée. Les pièges de la mémoire“ (Die ermordete Geschichte. Die Fallen des Gedächtnisses). Seit Jules Ferry sei die Geschichte in den Händen des Staates zu einer Angriffswaffe gemacht worden. Die Schule der Französischen Republik habe in ihren Lehrwerken dafür gesorgt, dass die Geschichte zum Zwecke staatsbürgerlicher Erziehung verfälscht und verstümmelt wurde. Das habe seine Fortsetzung in der Presse, der Belletristik, den nationalen Feierlichkeiten und Festen, im Fernsehen und Eingriffen in Forschung und Lehre gefunden. Der Staat gängele neuerdings vor allem die historische Forschung und schränke ihre Forschungsfreiheit ein. – Darüber hinaus bietet das Buch einen Abriss seiner Forschungen darüber, wie ein irriges Bild vom Mittelalter überliefert wurde und vor allem dem arabischen Kulturbeitrag ein zu großer Raum eingeräumt worden sei.[5]

## Bekanntheit in Deutschland
In Deutschland wurde Jacques Heers 1986 mit seinem auch ins Italienische, Portugiesische und Spanische übersetzten Werk „Vom Mummenschanz zum Machttheater. Europäische Festkultur im Mittelalter“ („Fêtes des fous et carnavals au Moyen Âge“, 1983) bekannt.

Seine Arbeiten zur Geschichte der Sklaverei im Mittelmeerraum im Mittelalter, mit denen er sich in die Nachfolge von Charles Verlinden stellt, und zum islamischen Sklavenhandel haben ebenfalls Aufmerksamkeit gefunden.

## Werke (Auswahl)
- L’Occident aux XIVe et XVe siècles: aspects économiques et sociaux, Paris, PUF, 1961 (Nouvelle Clio); 6. Auflage 1990.
- Esclaves et domestiques au Moyen Âge dans le monde méditerranéen, Paris, Fayard, 1981; Paris, Hachette 1996.
- Christophe Colomb, Paris, Hachette, 1981; Taschenbuch Marabout, 1983; 2. Auflage 1991.
- Fêtes des fous et carnavals au Moyen Âge, Paris, Fayard, 1983; Paris, Hachette, 1997 (Dt. Vom Mummenschanz zum Machttheater. Europäische Festkultur im Mittelalter, Fischer: Frankfurt a. M. 1986, ISBN 3-10-030702-X).
- La ville au Moyen Âge: paysages, pouvoirs, conflits, Paris, Fayard, 1990; Paris, Hachette 2004.
- 1492: la découverte de l’Amérique, Bruxelles, Complexe, 1991.
- Le Moyen Âge, une imposture, Paris, Perrin, 1992.
- Les Barbaresques, la course et la guerre en Méditerranée (XIVe-XVe siècles), Paris, Perrin, 2001.
- Les négriers en terres d’Islam: la première traite des Noirs (VIIe-XVIe siècles), Paris, Perrin, 2003.
- Chute et mort de Constantinople, Paris, Perrin, 2005.
- L’Histoire assassinée – Les pièges de la mémoire, Éditions de Paris, 2006.
- L’histoire oubliée des guerres d’Italie, Via Romana, 2009 (Buchvorstellung (franz.)).